# Sanaa Hamri
Sanaa Hamri (en árabe: سناء حمري‎: سناء حمري; nacida el 15 de noviembre de 1977 en Tánger, Marruecos) es una directora de cine, televisión, vídeos musicales y productora americana-marroquí.

## Filmografía

### Películas
- 2006: Something New
- 2008: The Sisterhood of the Traveling Pants 2
- 2010: Just Wright

### Televisión
- 1998: Mariah Carey: Around the World (TV Movie) – Editora
- 2004: Prince: The Art of Musicology (TV Especial)
- 2007: Desperate Housewives (1 episodio: "No Fits, No Fights, No Feuds")
- 2007: Men in Trees (1 episodio: "The Indecent Proposal"
- 2009: Acceptance (TV Movie)
- 2010: Life Unexpected (1 episodio: "Honeymoon Interrupted")
- 2012: Bounce (1 episodio: "Pilot")[4]
- 2012: 90210 (2 episodios: "Bride and Prejudice," "Hate 2 Love")
- 2013: Nashville (2 episodios: "I'm Sorry for You, My Friend," "My Heart Would Know")
- 2013: Lovestruck: The Musical (TV Movie)[5]
- 2013: Hit the Floor (1 episodio: "Pilot")
- 2013: Full Circle (1 episodio: "Robbie & Celeste")
- 2014: Glee (1 episodio: "New New York")
- 2013-2014: Elementary (4 episodios: "Details," "Ancient History," "The Marchioness," "No Lack of Void")
- 2014: Hemlock Grove (1 episodio: "Hemlock Diego's Policy Player's Dream Book")
- 2014: Rectify (1 episodio: "Weird as You")
- 2015-present: Empire – Productor Ejecutivo & Coproductor ejecutivo: 11 episodios; (4 episodios y directora: "The Devil Quotes Scripture," "Our Dancing Days," "My Bad Parts," "episodio #2.10")
- 2011-2015: Shameless (4 episodios: "Daddyz Girl," "Order Room Service," "Like Father, Like Daughter," "I'm the Liver")
- 2015: Studio City (TV Movie)